# Abdullah Badruddin
Syedna Abdullah Badruddin (11 de julho de 1846 — 25 de janeiro de 1915) foi o 50º Dā‘ī l-Muṭlaq e dirigiu a comunidade Dawoodi Bohra de 1906 a 1915. Proclamou a investidura de Taher Saifuddin em 1915, que na época tinha 27 anos de idade.
É conhecido por ter se empenhado na liquidação das dívidas da comunidade Dawoodi Bohra. Construiu diversas mesquitas e reconstruíu a academia islâmica árabe Al Jamea tus Saifiyah.